# Helagsfjället
Helagsfjället, culminant à 1 797 m d'altitude, est le point culminant de la province historique de Härjedalen et la plus haute des montagnes suédoises situées au sud du cercle polaire. Il héberge un petit glacier, le plus méridional de Suède.
Randonnées pédestres et à ski de fond depuis le refuge de Helagsstugorna, au pied de la montagne.
Elle fait partie de la chaîne montagneuse de la Scandinavie, les Alpes scandinaves (Scandes).